# Darci Luiz Simon
Darci Luiz Simon, mais conhecido simplesmente como Darci (Campina das Missões, 25 de maio de 1966) é um ex-futebolista brasileiro que atuava como meio-campista.

## Carreira
Com passagem por vários grandes times brasileiros, Darci fez história principalmente no Grêmio, clube que o revelou. Foi descoberto em 1983, quando ainda atuava no futebol de salão e os juniores do Grêmio foram jogar contra a seleção de sua cidade.
Estreou pelo profissional do Tricolor dos Pampas em 26 de junho de 1985, contra o Esportivo de Bento Gonçalves.
Em 27 de setembro de 1989, em uma partida entre Grêmio e Palmeiras, acabou ferindo gravemente o atacante Mirandinha em uma briga, com um chute no rosto, tendo o jogador adversário que passar por uma cirurgia no rosto. Devido ao ato, recebeu o apelido de "Coice de Mula".
Em 3 de agosto de 1991, faria sua última partida pelo Grêmio, um amistoso contra o Esporte Clube Avenida, no Estádio dos Eucaliptos, em Santa Cruz do Sul-RS. Pelo clube, fez 179 partidas e marcou 14 gols.
Em 1992, atuou pelo Rio Branco-SP.
No início de 1993, foi contratado pelo Santos, onde chegou a usar a camisa 10 e ser capitão do time.
Em 1994, foi contratado pelo Atlético Mineiro. Estreou em 30 de janeiro daquele ano, na vitória de 3x0 sobre o Valério, pelo Campeonato Mineiro.[carece de fontes?] Ficou no Galo até o ano seguinte e em 71 partidas pelo clube, marcou 9 gols e foi Campeão Mineiro de 1995.
Ainda em 1995, chegou ao Fluminense.
Após uma passagem pelo Ituano, ainda em 1998 chegou ao Palmeiras. Estreou em 7 de maio, contra o Sport Recife, pela Copa do Brasil. Se destacaria neste competição, onde substituiu Alex e marcou um golaço contra o Santos na semifinal e posteriormente seria campeão. Ainda seria campeão da Copa Mercosul pelo clube, no qual atuou em 24 partidas e marcou três gols.
Em 1999, foi contratado pelo Coritiba por empréstimo. No Coxa, marcou o gol decisivo do título do Campeonato Paranaense de 1999.
No ano seguinte, atuou pela Portuguesa Santista e Santa Cruz.
Encerrou a carreira em 2003, pelo Santo Ângelo.

### Títulos
Grêmio
- Campeonato Gaúcho: 1987, 1988, 1989, 1990[22]
- Copa do Brasil: 1989
- Supercopa do Brasil: 1990

Atlético Mineiro
- Campeonato Mineiro: 1995

Palmeiras
- Copa do Brasil: 1998
- Copa Mercosul: 1998

Coritiba
- Campeonato Paranaense: 1999